# Coprophanaeus chiriquensis
Coprophanaeus chiriquensis är en skalbaggsart som beskrevs av Olsoufieff 1924. Coprophanaeus chiriquensis ingår i släktet Coprophanaeus och familjen bladhorningar. Inga underarter finns listade i Catalogue of Life.